# Балби
Балби (англ. Mount Balbi) — стратовулкан на острове Бугенвиль одноимённой провинции Папуа-Новая Гвинеи.
Самый высокий вулкан на острове (2715 метров). Состоит из соединившихся куполов. Имеется несколько побочных конусов, кратеров, состоящих из андезитовых пород. Склоны вулкана лесистые, покрыты бамбуком и другими деревьями.
Местные аборигены сообщали о произошедшем в XIX веке извержении, однако эти данные не подтвердились. Также ошибочно сообщалось вулканической обсерваторией в Рабауле об извержении вулкана в 2008 году, но спутниковые аппараты не зафиксировали эти данные.